# Свети Илия (Плаке)
Вижте пояснителната страница за други значения на Свети Илия.
„Свети пророк Илия“ (на македонска литературна норма: „Свети Илија“) е възрожденска църква в охридското село Плаке, Северна Македония. Църквата е част от Охридското архиерейско наместничество на Дебърско-Кичевската епархия на Македонската православна църква – Охридска архиепископия. Църквата е изградена и изписана в 1871 година.